# Natação no Campeonato Europeu de Esportes Aquáticos de 2014 - 400 m medley masculino
A prova dos 400 metros medley masculino da natação no Campeonato Europeu de Esportes Aquáticos de 2014 ocorreu no dia 24 de agosto em Berlim, na Alemanha. 

## Calendário
| Fase          | Data         | Hora  |
| ------------- | ------------ | ----- |
| Eliminatórias | 24 de agosto | 10:01 |
| Final         | 24 de agosto | 16:32 |

Todos os horários estão no horário local (UTC+1)

## Recordes
Antes desta competição, os recordes eram os seguintes:
| Recorde mundial       | Michael Phelps | 4:03.84 | Pequim    | 10 de agosto de 2008 |
| Recorde europeu       | László Cseh    | 4:06.16 | Pequim    | 10 de agosto de 2008 |
| Recorde do campeonato | László Cseh    | 4:09.59 | Eindhoven | 24 de março de 2008  |

## Medalhistas
| Ouro                  | Prata                | Bronze                 |
| Dávid Verrasztó (HUN) | Roberto Pavoni (GBR) | Federico Turrini (ITA) |

## Resultados

### Eliminatórias
Esses foram os resultados das eliminatórias. 
| Pos. | Bateria | Raia | Nadador              | Nacionalidade        | Tempo   | Notas |
| ---- | ------- | ---- | -------------------- | -------------------- | ------- | ----- |
| 1    | 3       | 4    | Dávid Verrasztó      | Hungria              | 4:16.78 | Q     |
| 2    | 4       | 4    | Roberto Pavoni       | Reino Unido          | 4:17.32 | Q     |
| 3    | 3       | 5    | Yannick Lebherz      | Alemanha             | 4:17.94 | Q     |
| 3    | 4       | 5    | Federico Turrini     | Itália               | 4:17.94 | Q     |
| 5    | 4       | 1    | Jacob Heidtmann      | Alemanha             | 4:18.75 | Q     |
| 6    | 3       | 3    | Alexis Santos        | Portugal             | 4:19.11 | Q     |
| 7    | 4       | 6    | Max Litchfield       | Reino Unido          | 4:19.23 | Q     |
| 8    | 3       | 8    | Richárd Nagy         | Eslováquia           | 4:19.27 | Q     |
| 9    | 4       | 2    | Gergely Gyurta       | Hungria              | 4:19.46 |       |
| 10   | 3       | 2    | Gal Nevo             | Israel               | 4:20.23 |       |
| 11   | 4       | 3    | Marc Sánchez         | Espanha              | 4:20.87 |       |
| 12   | 4       | 7    | Alexander Tikhonov   | Rússia               | 4:20.94 |       |
| 13   | 2       | 6    | Pavel Janeček        | Chéquia              | 4:21.15 |       |
| 14   | 2       | 4    | Christoph Meier      | Liechtenstein        | 4:21.59 |       |
| 15   | 3       | 6    | Maksym Shemberev     | Ucrânia              | 4:21.78 |       |
| 16   | 3       | 1    | Jakub Maly           | Áustria              | 4:21.96 |       |
| 17   | 2       | 3    | Jeremy Desplanches   | Suíça                | 4:22.56 |       |
| 18   | 4       | 0    | Ivan Trofimov        | Rússia               | 4:24.51 |       |
| 19   | 1       | 6    | Andreas Vazaios      | Grécia               | 4:25.26 |       |
| 20   | 4       | 9    | Dmitry Gorbunov      | Rússia               | 4:28.04 |       |
| 21   | 2       | 2    | Alpkan Örnek         | Turquia              | 4:28.48 |       |
| 22   | 2       | 1    | Alexander Kudashev   | Rússia               | 4:28.73 |       |
| 23   | 1       | 3    | Ensar Hajder         | Bósnia e Herzegovina | 4:28.77 |       |
| 24   | 3       | 0    | Raphaël Stacchiotti  | Luxemburgo           | 4:28.79 |       |
| 25   | 2       | 7    | Bogdan Knežević      | Sérvia               | 4:29.46 |       |
| 26   | 3       | 7    | Matteo Pelizzari     | Itália               | 4:29.67 |       |
| 27   | 2       | 0    | Nikola Dimitrov      | Bulgária             | 4:31.96 |       |
| 28   | 2       | 9    | Anton Goncharov      | Ucrânia              | 4:32.16 |       |
| 29   | 2       | 8    | Uladzimir Zhyharau   | Bielorrússia         | 4:32.16 |       |
| 30   | 1       | 5    | Patrik Schwarzenbach | Suíça                | 4:32.43 |       |
| 31   | 1       | 4    | Irakli Bolkvadze     | Geórgia              | 4:33.46 |       |
| —    | 3       | 9    | Etay Gurevich        | Israel               |         | DSQ   |
| —    | 2       | 5    | Diogo Carvalho       | Portugal             |         | DNS   |
| —    | 4       | 8    | Quentin Coton        | França               |         | DNS   |

### Final
Esse foi o resultado da final. 
| Pos.              | Raia | Nadador          | Nacionalidade | Tempo   | Notas |
| ----------------- | ---- | ---------------- | ------------- | ------- | ----- |
| Medalha de ouro   | 4    | Dávid Verrasztó  | Hungria       | 4:11.89 |       |
| Medalha de prata  | 5    | Roberto Pavoni   | Reino Unido   | 4:13.75 |       |
| Medalha de bronze | 3    | Federico Turrini | Itália        | 4:14.15 |       |
| 4                 | 1    | Max Litchfield   | Reino Unido   | 4:14.97 |       |
| 5                 | 6    | Yannick Lebherz  | Alemanha      | 4:16.17 |       |
| 6                 | 2    | Jacob Heidtmann  | Alemanha      | 4:18.10 |       |
| 7                 | 7    | Alexis Santos    | Portugal      | 4:18.28 |       |
| 8                 | 8    | Richárd Nagy     | Eslováquia    | 4:18.66 |       |

Legenda
| Recorde mundial       | Recorde mundial (World record)               |                       | Recorde africano                      | Recorde africano (African) |                                           | Q | Classificado por posição (Qualified) |
| Recorde do campeonato | Recorde do campeonato (Championship record)  | Recorde da América    | Recorde da América (Americas)         | q                          | Classificado por melhor tempo (Qualified) |   |                                      |
| Melhor marca do ano   | Melhor marca do ano (World leading)          | Recorde asiático      | Recorde asiático (Asian)              | DNS                        | Não largou (Did not start)                |   |                                      |
| Recorde nacional      | Recorde nacional (National record)           | Recorde europeu       | Recorde europeu (European)            | DNF                        | Não terminou (Did not finish)             |   |                                      |
| Recorde pessoal       | Recorde pessoal do atleta (Personal best)    | Recorde da Oceania    | Recorde da Oceania (Oceania)          | DSQ / DQ                   | Desclassificado (Disqualified)            |   |                                      |
| Recorde da temporada  | Recorde da temporada do atleta (Season best) | Recorde sul-americano | Recorde sul-americano (South America) | NM                         | Sem marca (No mark)                       |   |                                      |